# Gabrče
Gabrče – wieś w Słowenii, w gminie Divača. W 2018 roku liczyła 40 mieszkańców.